# Relations entre l'Iran et le Tadjikistan

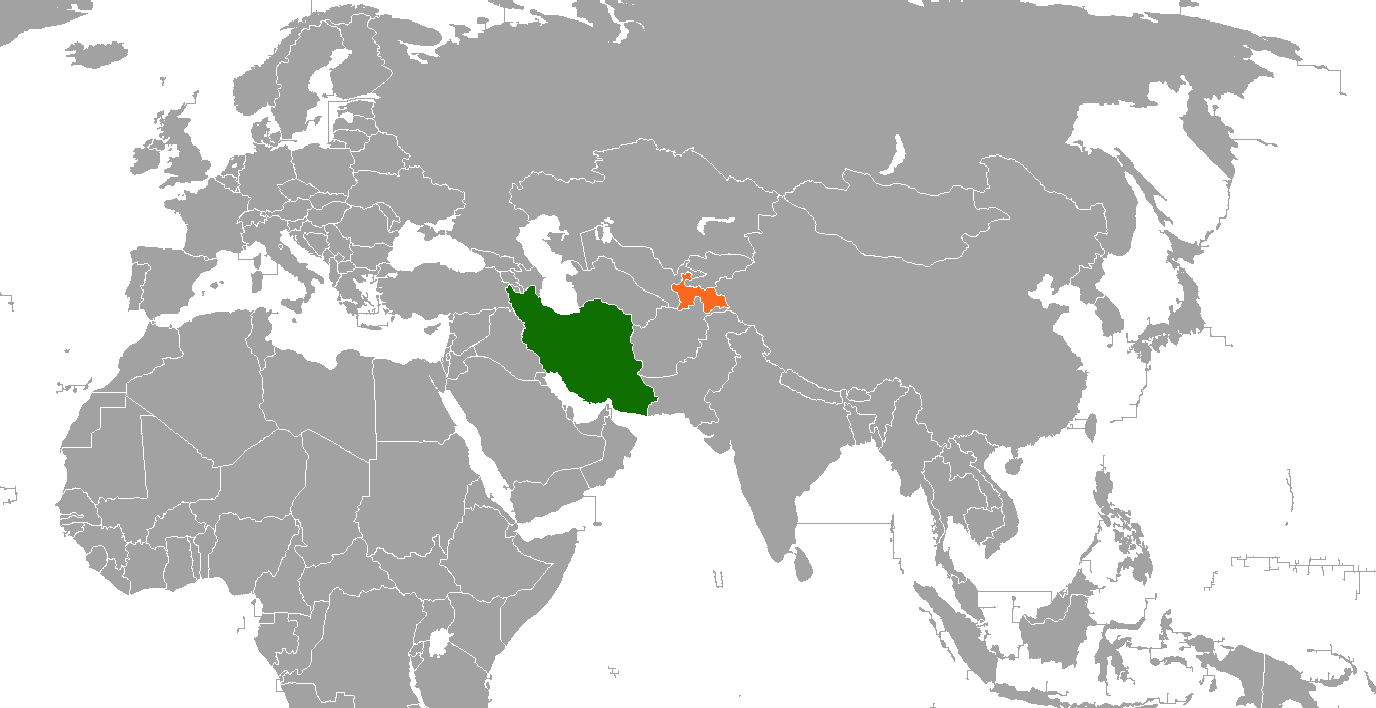
Iran Tajikistan Locator

Les relations entre l'Iran et le Tadjikistan font référence aux relations bilatérales entre l'Iran et le Tadjikistan. Depuis l'effondrement de l'Union soviétique, les deux pays ont entretenu une relation étroite et forte, en tant que pays persanophone .

## Histoire

### Indépendance tadjik
L'Iran a été le premier pays à établir une ambassade à Douchanbé. Il a également été l'un des premiers pays à étendre la reconnaissance diplomatique du Tadjikistan nouvellement indépendant en 1991. L'Iran a fourni une assistance diplomatique et construit de nouvelles mosquées au Tadjikistan. En raison de la résurgence de la culture persane et de la langue persane au Tadjikistan, l'Iran a aidé à encourager les échanges culturels à travers des conférences, des médias et des festivals de films. Les programmes de télévision, les magazines et les livres iraniens sont devenus de plus en plus courants au Tadjikistan.
Cependant, malgré les nombreuses choses que les nations ont en commun, il existe également de grandes différences. Le gouvernement post-communiste du Tadjikistan est laïc tandis que celui de l'Iran est islamique. De plus, l'Iran est une nation à prédominance chiite tandis que le Tadjikistan est sunnite. Les principales figures du mouvement de renouveau islamique au Tadjikistan ont déclaré que l'Iran ne serait pas un modèle pour le gouvernement islamique qu'ils préconisent pour le Tadjikistan.

### Guerre civile tadjike
Pendant la guerre civile au Tadjikistan, l'Iran a offert de servir de médiateur entre les deux factions, mais ces efforts n'ont abouti à aucune négociation. En 1995, le Tadjikistan a ouvert sa première ambassade à Téhéran, l'une des rares en dehors de l'ex-URSS. Depuis, les relations se sont renforcées, les deux pays coopérant dans le secteur de l'énergie et les responsables des deux pays ayant soutenu des liens plus solides.

### Après la guerre civile tadjike
Le Président Ahmadinejad d'Iran a déclaré que " l'Iran et le Tadjikistan sont un esprit dans deux corps ". Il a également ajouté qu'il n'y a pas de limites à l'expansion des relations entre les deux pays et que " nous n'avons pas le sentiment d'avoir un invité non iranien avec nous grâce aux nombreux points communs que partagent nos deux pays ".
Le 12 février 2011, le ministre tadjik des Affaires étrangères, Hamrokhon Zarifi, lors d'un événement à Douchanbé pour célébrer l'anniversaire de la révolution islamique iranienne, a déclaré: << Aujourd'hui, la société tadjik est témoin de l'activité et du rôle de la République islamique d'Iran dans la croissance et l'expansion de l'économie du Tadjikistan." Zarifi a cité des projets tels que la centrale électrique de Sangtodeh-2, le tunnel Anzob et le tunnel Istiklol et comme exemples du rôle de l'Iran dans l'économie tadjike.

### Déclin des relations
La relation entre l'Iran et le Tadjikistan a commencé à diminuer après que les actifs de l'oligarque iranien recherché, Babak Zanjani, à la banque tadjik et ses investissements dans les industries du Tadjikistan aient été confisqués par le gouvernement tadjik malgré l'avertissement du gouvernement iranien. Babak Zanjani a été accusé de blanchiment d'argent, de détournement de fonds et de vol de plus de six milliards de dollars à l'industrie pétrolière et gazière iranienne. Ses avoirs étrangers étaient censés être collectés en garantie et en compensation, mais le gouvernement tadjik a refusé de les remettre et a nié à Zanjani tout investissement dans la banque tadjik. L'Iran, sous les sanctions américaines et dans une période de difficultés économiques, a vu cette action belligérante d'un allié ami comme une trahison et un signe de réduction des liens commerciaux et des collaborations industrielles avec le Tadjikistan.
L'invitation du chef de l'opposition tadjik Muhiddin Kabiri par l'Iran à un séminaire islamique en Iran les 27 et 29 décembre 2015, qui a été chaleureusement accueillie par le guide suprême iranien Ali Khamenei, a encore exacerbé les relations. Le Tadjikistan a immédiatement émis une note de protestation à l'Iran, le ministère des Affaires étrangères du Tadjikistan a convoqué l'ambassadeur de l'Iran à Douchanbé pour exprimer "ses regrets" contre cet acte et le chef du Conseil des oulémas du Tadjikistan a décrit l'invitation de l'Iran à Muhididn Kabiri comme "encourageant le terrorisme. " 
L'année 2016 a été le point de relation le plus bas entre les deux pays depuis que le Tadjikistan a obtenu son indépendance en 1991.

## Commerce
En 2011, l'Iran est le deuxième investisseur au Tadjikistan après la Chine.